# نور بيوتانيا
نور بيوتانيا (الأرمينية: Նոր Բութանիա)، هو حي في منطقة اريبونى يريفان، أرمينيا.